# The Girl and the Robot
The Girl and the Robot is een single van het Noorse duo Röyksopp afkomstig van hun derde studioalbum Junior. Zangeres Robyn nam het vocale deel voor haar rekening. De single kwam op de markt op 15 juni 2009.

## Videoclip
De videoclip werd opgenomen op 27 april 2009 in Londen. Het was de eerste keer dat de bandleden van Röyksopp in een video te zien zijn. De hoofdrollen worden echter gespeeld door Robyn en een oranje robot.

## Hitnotering
The Girl and the Robot kwam op 16 mei 2009 binnen in de Vlaamse Ultratip en bleef vijf weken in deze hitparade staan met een derde plaats als hoogste notering. De single haalde een tweede plaats in de Noorse hitparade.

## Versies

### Cd-single
1. "The Girl and the Robot" (Radio Edit) – 03:08
2. "The Girl and the Robot" (Album Version) – 04:28

### Remixes
1. "The Girl and the Robot" (Kris Menace Remix)
2. "The Girl and the Robot" (Kris Menace Re-interpretation)
3. "The Girl and the Robot" (Spencer & Hill Remix)
4. "The Girl and the Robot" (Spencer & Hill Instrumental)
5. "The Girl and the Robot" (Spencer & Hill Radio Edit)
6. "The Girl and the Robot" (Joakim Remix)
7. "The Girl and the Robot" (Joakim Instrumental)
8. "The Girl and the Robot" (Chateau Marmont Remix)
9. "The Girl and the Robot" (Ocelot Remix)
10. "The Girl and the Robot" (Jean Elan Remix)
11. "The Girl and the Robot" (Davide Rossi Suite for a Robotic Girl Re-Interpretation)
12. "The Girl and the Robot" (Jeremy Wheatley Edit Longer Version)
13. "The Girl and the Robot" (Jeremy Wheatley Radio Edit)
14. "The Girl and the Robot" (Starters DJs Remix)